# Glacier Godwin-Austen
Le glacier Godwin-Austen est un glacier de vallée situé à proximité du K2 dans la région du Gilgit-Baltistan, au Pakistan. La confluence du glacier du Baltoro et du glacier Godwin-Austen est surnommée Concordia ; il s'agit d'un des plus célèbres lieux pour la trekking dans la région, Concordia offrant une vue panoramique sur quatre des quatorze sommets de plus de 8 000 mètres d'altitude de la planète.
Le glacier Godwin-Austen peut être atteint à partir de la ville de Skardu. Il a été nommé en l'honneur d'Henry Haversham Godwin-Austen, l'un des premiers explorateurs européens de la région. Le mont K2, deuxième sommet le plus élevé au monde, était auparavant connu sous le nom de mont Godwin-Austin.